# Paolo Malatesta
Pour les articles homonymes, voir Malatesta.

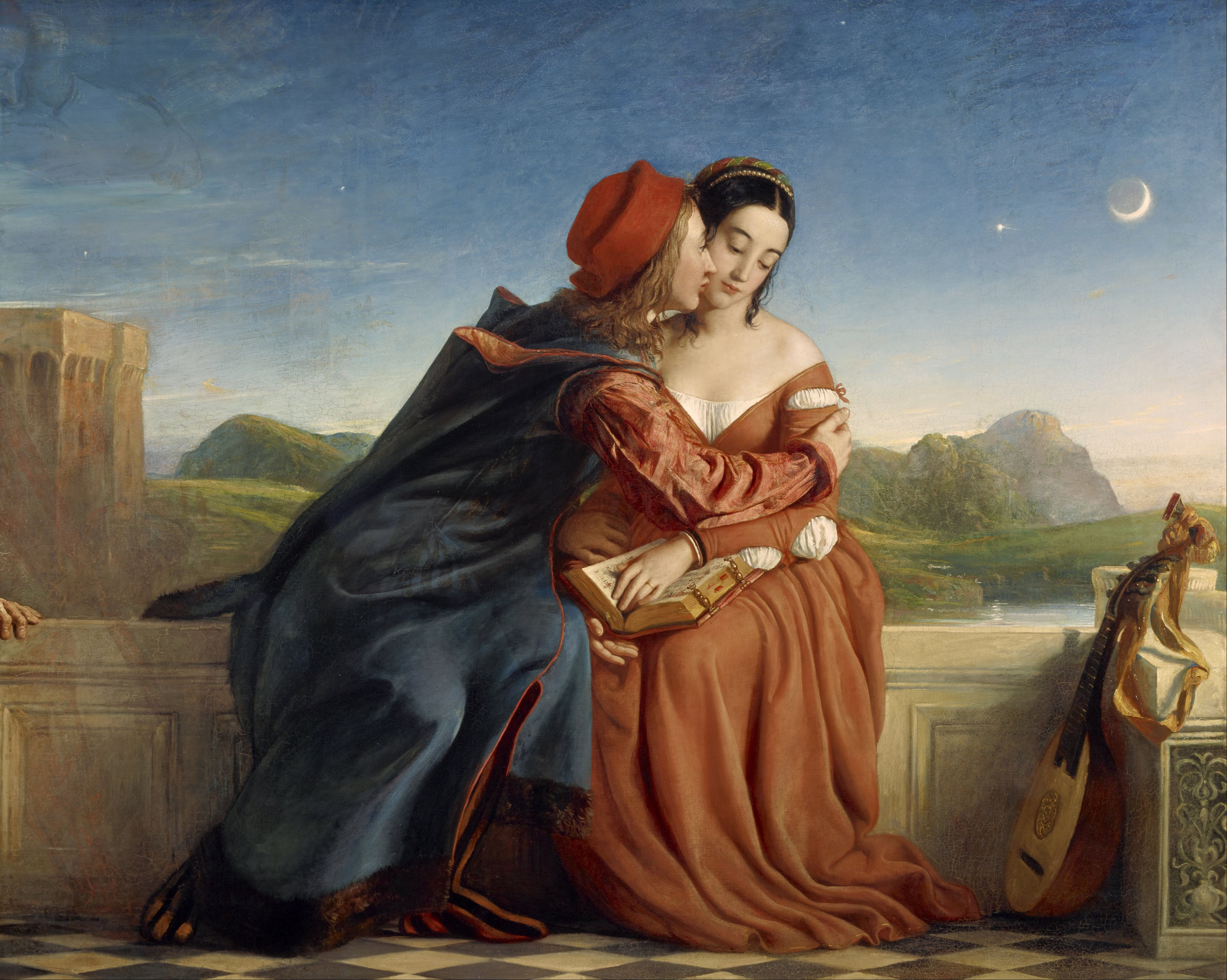
William Dyce, Francesca da Rimini, huile sur toile, 1837, National Gallery of Scotland, Édimbourg.

Paolo Malatesta, dit « il Bello » (Le beau) (Rimini, v. 1246/1248 – v. 1285), est un homme politique italien, troisième fils de Malatesta da Verucchio (le dantesque « Mastin Vecchio ») et premier membre de la branche généalogique des Malatesta di Giaggiolo (ou Ghiaggiolo).

## Biographie
Paolo Malatesta est né entre 1246 et 1248 et a deux frères, Giovanni (dit Gianciotto) et Malatestino, ainsi qu'une sœur nommée Maddalena. La famille de Paolo a été à l'origine des Malatesta seigneurs de Rimini.
En 1269, il épousa pour des raisons politiques Orabile Beatrice, la dernière héritière des comtes de Ghiaggiòlo, un domaine féodal situé dans les Apennins Forlìnois resté sans héritier masculin. La maison des Giaggiolo était alliée des Montefeltro. Tous deux étaient gibelins et avaient pour ennemis les guelfes du casat Malatesta. De leur union naquit un fils nommé Uberto qui porta le titre de comte et une fille appelée Margherita. Paolo fut ainsi le chef de famille des Malatesta di Giaggiolo.
Paolo est traditionnellement décrit comme une personne romantique, peu encline aux luttes de pouvoir et tournée vers la culture et les plaisirs de la vie. Toutefois, des recherches récentes insistent sur l'implication du jeune homme et l'intérêt qu'il portait à la politique de son temps.
Paolo suit son père lors des affrontements contre les gibelins. En 1265, toujours avec son père, il combat Guido da Montefeltro et, la même année, avec Guido da Polenta, la maison des Traversari.
Au mois de mars 1282, ses talents diplomatiques lui permettent d'être nommé par le pape Martin IV en tant que Capitano del Popolo à Florence. C'est probablement à cette occasion que Dante put faire sa connaissance.
Un de ses deux frères, Gianciotto Malatesta, de deux à six ans son ainé, était condottière. En 1275, le noble Guido da Polenta lui propose sa fille en mariage, Francesca da Rimini (v. 1255 - v. 1285), pour faciliter, entre les deux familles, quelques arrangements politiques.
En 1283, Paolo rentre à Rimini et retrouve Francesca, avec laquelle il entretient une liaison. Lorsque Gianciotto découvre l’adultère, il tue, en les poignardant, sa femme et son frère (selon la légende dans les bras l’un de l’autre alors qu’ils échangeaient un baiser, voire un premier baiser), probablement au château de Gradara entre 1283 et 1285. Toutefois, ce double homicide n’affecta guère les relations entre les deux familles (les archives se font jamais état ni de l’adultère, ni du meurtre).

## Dans laDivine Comédie
Les deux jeunes amants sont immortalisés dans le Chant V de l’Enfer de la Divine Comédie de Dante qui transforma cette tragédie en véritable mythe, croisant les thèmes populaires de l’amour interdit et de la damnation éternelle :
« Je parlerais à ces deux qui vont ensemble […] /
Il n’est pire douleur que se souvenir /
Du temps heureux dans la misère […] /
Nous lisions un jour par plaisir /
De Lancelot et comment amour le saisit : /
Nous étions seuls et sans aucun soupçon. /
Plus d’une fois nous fit lever les yeux cette lecture, /
Et pâlir le visage : /
Mais seul fut un point qui nous vainquit. /
Quand nous lûmes le rire désiré /
Être baisé par un tel amant, /
Lui qui jamais de moi ne sera séparé, /
Me baisa la bouche tout tremblant […] »
Dante ajoute donc à l’histoire un détail singulier : les amants, avant d’être surpris par Gianciotto Malatesta, lisaient Lancelot, un roman d’amour courtois. Par ce post-scriptum, le poète ajoute au récit une mise en abyme : il évoque l’amour, tout aussi tragique, de Lancelot pour Guenièvre et établit un parallèle entre les deux histoires dramatiques. Il convient en effet de rappeler que Lancelot fut surpris dans la chambre de Guenièvre par Arthur, qui le fit ensuite arrêter. Si le chevalier parvint à s’échapper, Guenièvre fut condamnée au bûcher.
Dante condamne les âmes du cercle des Luxurieux à être perpétuellement emportées par un tourbillon les malmenant. Paolo et Francesca ont pour compagnons d'infortune Hélène (mythologie) ou encore Cléopâtre VII.

## Arts graphiques

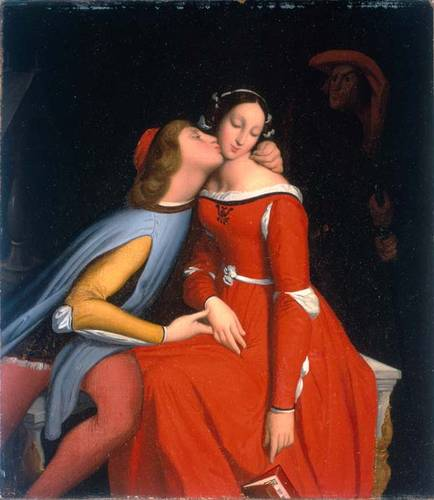
Jean-Auguste-Dominique Ingres, Paolo et Francesca, huile sur bois,, 1814, musée Condé, Chantilly.

Avant de s’attarder sur les œuvres elles-mêmes, il convient de distinguer au préalable les deux formes de représentation qui sont privilégiées par les artistes. Quand Dante évoque le couple, c’est lors de sa rencontre avec les deux âmes, dans un temps qui est donc présent. Lors de sa conversation avec les Luxurieux, le poète raconte leur histoire, dans un temps qui est passé, révolu. Les artistes vont tantôt reprendre le dialogue entre Dante et les réprouvés, tantôt représenter ce qui a conduit ces derniers à la damnation. Lorsque Paolo Malatesta et Francesca da Rimini sont représentés en train de s’embrasser à la lecture de Lancelot, ou assassinés par Gianciotto Malatesta, ils sont pécheurs ; lorsque c’est leur situation au sein du deuxième cercle de l’enfer qui est favorisée, ils sont damnés.
Toutefois certaines œuvres peuvent prêter à confusion, ou volontairement représenter les deux moments de la vie (ou de la mort) du couple :
- Lorsque Rodin représente Le Baiser (initialement intitulé Paolo et Francesca), ce sont les pécheurs qui l’intéressent, et même davantage le péché de luxure[4]. Néanmoins, lorsqu’il intègre le couple à La Porte de l'Enfer, la nature des amants paraît beaucoup moins évidente. La nudité interroge : représente-t-elle symboliquement l’impudeur liée à l’acte interdit des jeunes amants ou la condition des Luxurieux en enfer ? Auguste Rodin brouille ainsi volontairement les pistes (sa connaissance de la Divine Comédie n’est plus à prouver) : la nudité évoque la damnation mais le peintre refuse tout élément iconographique s’y rapportant et mieux encore, il représente un événement – le baiser – censé s’être déroulé alors que les deux protagonistes étaient encore vivants.
- Le péché et la damnation se rejoignent également dans une aquarelle de Dante Gabriel Rossetti[5]. Sous forme de triptyque, deux panneaux encadrent Dante et Virgile. Les scènes sont, au contraire de l’œuvre de Rodin, clairement identifiables grâce à une iconographie dégagée de toute ambigüité. À gauche, dans le château de Gradara, Paolo et Francesca s’embrassent, Lancelot ouvert sur leurs genoux. À droite, tandis qu’une pluie de flammes s’abat sur eux, les amants sont emportés par un tourbillon incessant. La damnation apparaît alors comme la conséquence directe du péché.

### Paolo et Francesca pécheurs

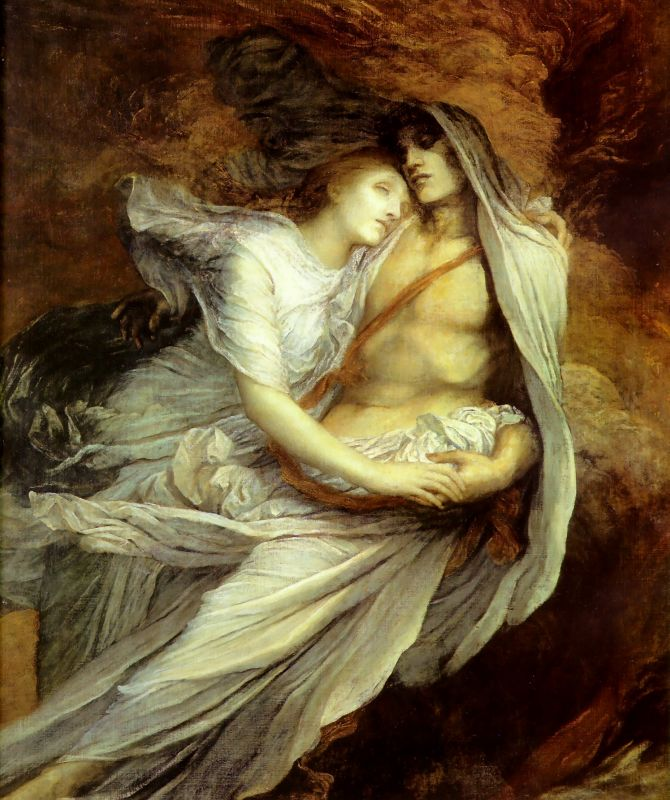
George Frederic Watts, Paolo et Francesca, Huile sur toile, 152 x 130 cm, 1872-1875, Watts Gallery, Compton.

Représentés souvent en pleine séance de lecture, échangeant un baiser ou morts assassinés, les amants portent la majeure partie du temps des vêtements typiques du Moyen Âge et particulièrement de l'époque (connue ou fantasmée) de Dante. Voici une liste non exhaustive des œuvres représentant Paolo Malatesta et Francesca da Rimini en tant que pécheurs :
- John Flaxman, La Divine Comédie, dessins gravés par Tommaso Piroli, v.1793, Division of Rare and Manuscript Collections, Cornell University Library, New York City, Chant V, « Paolo et Francesca ».
- Marie-Philippe Coupin de la Couperie, Les amours funestes de Rimini, huile sur toile, 102 × 82 cm, 1812, musée des beaux-arts, Lille.
- Jean-Auguste-Dominique Ingres, Paolo et Francesca, huile sur bois, 35 × 28 cm, 1814, musée Condé, Chantilly.
- Jean-Auguste-Dominique Ingres, Paolo et Francesca, huile sur toile, 48 × 39 cm, 1819, musée des beaux-arts d'Angers, Angers.
- William Dyce, Francesca da Rimini, huile sur toile, 1837, National Gallery of Scotland, Édimbourg.
- Dante Gabriel Rossetti, Paolo et Francesca da Rimini, aquarelle sur papier, 25,5 × 44,9 cm, 1855, Tate Gallery, Londres, NO3056, (partie gauche).
- Gustave Doré, L'Enfer de Dante Alighieri, Paris : L. Hachette, 1861, Chant V, illustrations des vers 134-135.
- Alexandre Cabanel, Mort de Francesca da Rimini et de Paolo Malatesta, huile sur toile, 184 × 255 cm, 1870, musée d'Orsay, Paris.
- Auguste Rodin, Le Baiser, marbre, 111 × 184 × 118 cm, entre 1888 et 1889, musée Rodin, Paris.
- Auguste Rodin, Paolo et Francesca, marbre, 56,7 × 97,2 × 113,4 cm, v.1909, Corcoran Gallery of Art, Washington.

### Paolo et Francesca damnés

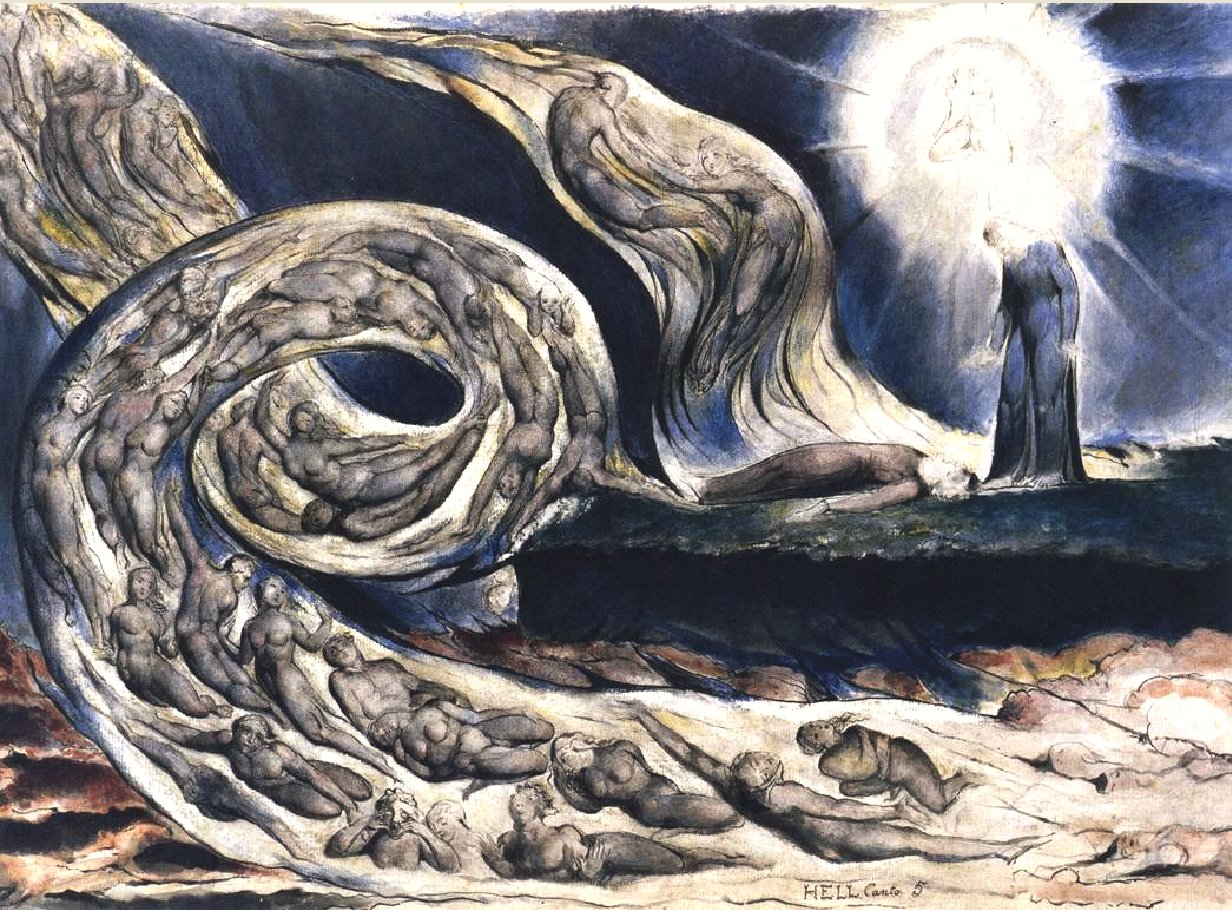
William Blake, Le Cercle de la Luxure, Paolo et Francesca, 1824-1827, 374 x 530 mm, City Museum and Art Gallery, Birmingham.

Le couple ne garde ici que peu de traces de la période médiévale, la nudité (même pudique) faisant partie intégrante de la condition du damné. Les artistes conservent parfois l'iconographie du châtiment (le tourbillon dantesque) et représentent souvent le dialogue que Dante entame avec Francesca tandis que Paolo, éploré, écoute le tragique récit en maintenant contre lui sa maîtresse. Voici une liste non exhaustive des œuvres représentant Paolo Malatesta et Francesca da Rimini en tant que damnés :
- Manuscrit enluminé de la Divine Comédie de Dante en provenance de Milan, Italie, fol. 67, v.1440, BNF, Département des Manuscrits, Division occidentale, Paris (Italien 2017).
- Manuscrit enluminé de la Divine Comédie de Dante en provenance de Toscane, Italie, fol. 10, « l’Enfer » est illustré par Priamo della Quercia, 1444 - 1450, British Library, Londres (Yates Thompson 36).
- Giovanni Stradano, La Divine Comédie de Dante, dessins aquarellés extraits d'un manuscrit, 1587, Biblioteca Medicea Laurenziana, Florence, (Med.Pal.75), Chant V.
- Felice Giani, Dante et Virgile devant les ombres de Paolo et Francesca, 1805.
- Joseph Anton Koch, La rencontre de Dante et Virgile avec Paolo et Francesca, aquarelle, 74 × 102 cm, 1823, Thorvaldsen Museum, Copenhague.
- Vitale Sala, Dante rencontre Paolo et Francesca, huile sur toile, 162 × 228 cm, 1823, Académie des beaux-arts de Brera, Milan.
- Pierre Claude François Delorme, Francesca de Rimini et Paolo Malatesta, sanguine et craie blanche sur toile, 74 × 29 cm, 1825-1830, Musée Municipal, Sens.
- Giuseppe Frascheri, Dante et Virgile rencontre Paolo et Francesca, huile sur toile, 208 × 180 cm, 1846, Pinacothèque Civile, Savone.
- Ary Scheffer, Les ombres de Francesca da Rimini et de Paolo Malatesta apparaissent à Dante et à Virgile (version du Louvre, 1855), huile sur toile, 171 × 239 cm, 1855, musée du Louvre, Paris.
- Dante Gabriel Rossetti, Paolo et Francesca da Rimini, aquarelle sur papier, 25,5 × 44,9 cm, 1855, Tate Gallery, Londres, NO3056, (partie droite).
- Francesco Scaramuzza, Paolo et Francesca, encre de chine à la plume sur carton, 1859, collection privée, Parme.
- Gustave Doré, L'Enfer de Dante Alighieri, Paris, L. Hachette, 1861, Chant V, illustrations des vers 72-74 ; 105-106 ; 134-135 et 137-138.
- Gustave Doré, Paolo et Francesca en enfer, encre et gouache blanche sur papier, 38,7 × 29,2 cm, 1861, Musée d'Art Moderne et Contemporain, Strasbourg.
- Gustave Doré, Paolo et Francesca da Rimini, huile sur toile, 279,4 × 194,3 cm, 1863, collection privée.
- George Frederic Watts, Paolo et Francesca, Huile sur toile, 152 × 130 cm, 1872-1875, Watts Gallery, Compton.
- Mosè Bianchi, Paolo et Francesca, aquarelle et or sur papier, 64,5 × 85,5 cm, v.1877, Galerie d'Art Moderne, Milan.
- Jean-Baptiste Hugues, Ombres de Paolo et Francesca, esquisse en plâtre, 53 × 21 × 23 cm, avant 1879, musée d’Orsay, Paris.
- Edouard Théophile Blanchard, Paolo et Francesca, huile sur toile, 273 × 179 cm, v.1880, mairie, Sermaize-les-Bains.
- Henri Martin, Paolo di Malatesta et Francesca da Rimini aux enfers, huile sur toile, 400 × 290 cm, 1883, Musée des beaux-arts, Carcassonne.
- Album de photographies des œuvres achetées par l'État intitulé : Direction des Beaux-Arts. Ouvrages commandés ou acquis par le Service des Beaux-Arts. Salon de 1883 et exposition triennale. Photographié par G. Michelez.

Tirage photographique de 26 × 36,5 cm sur papier albuminé représentant le tableau no 1625 de Henri Guillaume Martin - Paolo di Malatesta et Francesca di Rimini aux enfers, Fonds Cartes et Plans, "Albums des salons du XIXe siècle ; salon de 1883", Cote : F/21/*7653.
- Gaetano Previati, Paolo et Francesca, huile sur toile, 98 × 227 cm, 1887, Academie Carrara, Bergame. (inv. 58AC00732).
- Eugène Auguste François Deully, Dante et Virgile aux Enfers, huile sur toile, 300 × 150 cm, 1897, Palais des Beaux-Arts, Lille.
- Aristide Croisy, titre inconnu (Fugit Amor, Paolo et Francesca ?), esquisse en terre cuite, bas-relief en bronze, 30,2 × 36,6 × 17 cm, entre 1860 et 1899, musée Rodin, Paris.
- Album de photographies des œuvres achetées par l'État intitulé : Direction des Beaux-Arts. Ouvrages commandés ou acquis par le Service des Beaux-Arts. Salon de 1890. Photographié par G. Michelez.
- Tirage photographique de 13,5 × 17,5 cm sur papier albuminé représentant le tableau no 1961 de Pierre Louis Marius Poujol - Dans la Tourmente des Voluptueux, Dante aperçoit Paolo et Francesca da Rimini, Fonds Cartes et Plans, Albums des salons du XIXe siècle, salon de 1890, Cote : F/21/*7659.
- Auguste Rodin, « Paolo et Francesca » et « Le Baiser de Paolo et Francesca », La Porte de l'Enfer, versions en bronze et en plâtre, 529 × 396 × 119 cm, 1880 - 1917, musée Rodin et musée d’Orsay, Paris.
- Auguste Rodin, Vaine Tendresse (ou Le Cercle de Françoise de Rimini), bas-relief en bronze, 92 × 31 × 9,4 cm, entre 1880 et 1900, musée Rodin, Paris.
- Franz Stassen, Paolo et Francesca, xylographie, 280 × 185 cm, 1906, Casa di Dante, Rome.

### Luxurieux
Liste non exhaustive des œuvres représentant le cercle des Luxurieux :
- Giovanni Britto (attribué à), série de 87 gravures illustrant un manuscrit de la Divine Comédie de Dante publié en 1544, University of Otago Library, Dunedin, « cercle des Luxurieux ».
- William Blake, Le Cercle de la Luxure, Paolo et Francesca, 1824-1827, 374 × 530 mm, City Museum and Art Gallery, Birmingham.
- Jean François Marie Garnier, L'Enfer des Luxurieux, plat en bronze fondu et ciselé, patine brune, H. 0.03 ; ø. 0.53, entre 1859 et 1864, musée d’Orsay, Paris.